# Claude Piéplu

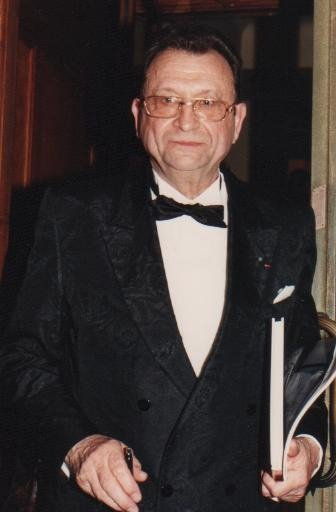

Claude Léon Auguste Piéplu (Parijs, 9 mei 1923 - Parijs, 24 mei 2006) was een Frans acteur die alleen in Franstalige stukken speelde. Hij was bekend om zijn rafelige, ietwat schorre stem en zijn onberispelijke uitspraak. Hij speelde vooral in komedies.

## Loopbaan
Piéplu volgde als jongere toneellessen. Na enige tijd diverse theaterrollen te hebben vervuld maakte hij in 1948 zijn filmdebuut als figurant in de Henry Dunant-biopic D'hommes à hommes. Pas tien jaar later volgde de ene filmrol na de andere, in totaal speelde hij in een tachtigtal films mee waarvan iets minder dan de helft in de jaren zeventig, zijn topperiode. Ook op het toneel liet hij zich niet onbetuigd, in totaal speelde hij in zo'n 175 theaterstukken.
Hij speelde zes keer naast Louis de Funès, onder andere in de eerste Gendarme-film. Naast Jean Girault, de regisseur en de coscenarist van de Le Gendarme-reeks, wisten ook andere specialisten van de Franse komische film zoals Yves Robert, Gérard Oury, Claude Zidi en Gérard Jugnot, Piéplu's komisch talent volop te benutten. Bekende filmauteurs als Claude Chabrol en Luis Buñuel deden dan weer een beroep op zijn onverstoorbaar flegma en op zijn anticonformistische nonsens-uitstraling. Zijn laatste filmoptreden was in Astérix en Obélix tegen César uit 1999 waarin hij de oude druïde Panoramix speelde.
Hij vertolkte eveneens een flink aantal televisierollen. Zo trad hij in 1988 onder meer op in de komische Franse televisieserie Palace. Voorts was hij zowel in 1968 als in 2000 (dit was tevens zijn laatste acteeroptreden) als de befaamde verteller betrokken bij de in Frankrijk populaire, tamelijk absurdistische tekenfilmserie Les Shadoks respectievelijk Les Shadoks et le Big Blank geheten.
Op latere leeftijd deed hij ook buiten het acteren van zich horen door zijn inzet voor de vrede. Hij keerde zich zowel tegen kernbewapening als tegen kernenergie.
Piéplu overleed in 2006, een paar weken na zijn 83ste verjaardag, aan de gevolgen van een langdurige ziekte.

## Film (selectie)
- 1948 - D'homme à hommes (Christian-Jaque)
- 1957 - Adorables Démons (Maurice Cloche)
- 1960 - L'Affaire d'une nuit (Henri Verneuil)
- 1964 - Le Gendarme de Saint-Tropez (Jean Girault)
- 1965 - Les Copains (Yves Robert)
- 1967 - Si j'étais un espion (Bertrand Blier)
- 1967 - L'Homme à la Buick (Gilles Grangier)
- 1968 - La Prisonnière (Henri-Georges Clouzot)
- 1968 - Le Diable par la queue (Philippe de Broca)
- 1969 - Hibernatus (Edouard Molinaro)
- 1969 - Clérambard (Yves Robert)
- 1970 - Le Pistonné (Claude Berri)
- 1971 - Le drapeau noir flotte sur la marmite (Michel Audiard)
- 1972 - Le charme discret de la bourgeoisie (Luis Buñuel)
- 1972 - Sex shop (Claude Berri)
- 1972 - Les Aventures de Rabbi Jacob (Gérard Oury)
- 1973 - Prêtres interdits (Denys de La Patellière)
- 1973 - Les Noces rouges (Claude Chabrol)
- 1973 - Défense de savoir (Nadine Trintignant)
- 1974 - Le fantôme de la liberté (Luis Buñuel)
- 1974 - La Moutarde me monte au nez (Claude Zidi)
- 1975 - Section spéciale (Costa-Gavras)
- 1975 - Les Galettes de Pont-Aven (Joël Séria)
- 1975 - La Meilleure Façon de marcher (Claude Miller)
- 1975 - Le locataire (Roman Polanski)
- 1978 - Vas-y maman (Nicole de Buron)
- 1978 - Le Pion (Christian Gion)
- 1986 - La Galette du roi (Jean-Michel Ribes)
- 1986 - Le Paltoquet (Michel Deville)
- 1989 - Suivez cet avion (Patrice Ambard)
- 1994 - Les Faussaires (Frédéric Blum)
- 1994 - Casque bleu (Gérard Jugnot)
- 1996 - Fallait pas! (Gérard Jugnot)
- 1997 - Les Paradoxes de Buñuel (Jorge Amat) (documentaire)
- 1999 - Astérix et Obélix tegen César (Claude Zidi)

## Theater (selectie)
- Fédérico - 1946
- Du côté de chez l’autre - 1970
- L'École des femmes - 1971
- La Débauche - 1973
- Rendez-vous dans cinquante ans - 2001

## Televisie (selectie)
- Palace - 1988
- Le Voyage de Pénélope - 1995